# ケレタロFC
ケレタロ・フトボル・クルブ（Querétaro Fútbol Club）は、メキシコ・ケレタロに本拠地を置くサッカークラブである。1950年7月8日設立。

## 歴史
1949年、メキシコサッカー協会は2部リーグ構想を立ち上げた。ケレタロ市サッカー協会のアルフォンソ・ニエンブロ会長はこの構想に賛同し、市内に本拠地を置く数多くのアマチュアクラブを対象にトーナメント戦を実施し、その勝者をセグンダ・ディビシオンに参加させることにした。このトーナメントで優勝したロス・ピラタス（Los Piratas）はクラブ・ケレタロAC（Club Querétaro A.C.）と名を変え、CDサカテペクらとともにセグンダ・ディビシオンに参加することとなった。

## タイトル

### 国内タイトル
- コパ・メヒコ

(1): アペルトゥーラ2016
- スーペルコパMX

(1): 2017
- リーガ・デ・アセンソ

(3): Clausura 2005, Clausura 2006, Apertura 2008
- 昇格プレーオフ

(2): 2005-06, 2008-09

### 国際タイトル
なし

## 現所属メンバー
2022年7月1日 現在
注：選手の国籍表記はFIFAの定めた代表資格ルールに基づく。
| No. | Pos. |              | 選手名                       |
| --- | ---- | ------------ | ---------------------------- |
| 2   | DF   | メキシコ     | オマル・メンドーサ           |
| 3   | DF   | メキシコ     | ホルダン・シルバ             |
| 4   | GK   | メキシコ     | ホセ・アントニオ・ロドリゲス |
| 5   | MF   | メキシコ     | ケビン・エスカミージャ       |
| 6   | MF   | メキシコ     | ホナタン・ゴンサレス         |
| 7   | MF   | アルゼンチン | レオナルド・セケイラ         |
| 8   | MF   | アルゼンチン | フアン・ロマニョーリ         |
| 10  | MF   | ガーナ       | クリフォード・アボアジェ     |
| 11  | MF   | メキシコ     | マリオ・オスナ               |
| 12  | MF   | メキシコ     | トニー・フィゲロア           |
| 14  | MF   | メキシコ     | ホルヘ・エルナンデス         |
| 15  | FW   | メキシコ     | アンヘル・セプルベダ         |
| 16  | MF   | メキシコ     | ラウール・トーレス           |
| 17  | DF   | メキシコ     | エリック・ベラ               |

| No. | Pos. |              | 選手名                     |
| --- | ---- | ------------ | -------------------------- |
| 18  | MF   | メキシコ     | パブロ・バレーラ           |
| 19  | FW   | エクアドル   | ホセ・アングロ             |
| 20  | MF   | アルゼンチン | ダビド・バルボナ           |
| 21  | DF   | ウルグアイ   | エンソ・マルティネス       |
| 23  | MF   | メキシコ     | ダビド・カブレラ           |
| 24  | DF   | メキシコ     | ルイス・フェリックス       |
| 25  | DF   | メキシコ     | ダニエル・セルバンテス     |
| 27  | DF   | アルゼンチン | ガブリエル・ロハス         |
| 29  | GK   | ウルグアイ   | ワシントン・アゲーレ       |
| 30  | DF   | メキシコ     | カルロス・サモラ           |
| 31  | GK   | メキシコ     | アレハンドロ・アラーナ     |
| 32  | FW   | アルゼンチン | アリエル・ナウエルパン     |
| 34  | DF   | メキシコ     | ラファエル・フェルナンデス |
| 35  | MF   | コロンビア   | ケビン・バランタ           |

## 歴代監督
- クラウディオ・ウベダ 1994-1995
- カルロス・アウベルト 1999
- アントニオ・モハメド 2004
- カルロス・レイノソ 2009-2010
- アンヘル・コミッツォ 2010
- グスタボ・マトサス 2021
- ホセ・カルドーソ 2011-2012
- アンヘル・コミッツォ 2012
- カルロス・デ・ロス・コボス 2012
- セルヒオ・ブエノ 2012
- イグナシオ・アンブリス 2013-2015
- ビクトル・マヌエル・ブセティッチ 2015-2017
- ルイス・フェルナンド・テナ 2017-2018
- ラファエル・プエンテ 2018-2019
- ビクトル・マヌエル・ブセティッチ 2019-2020
- アレックス・ディエゴ 2020
- エクトル・アルタミラノ 2020-2021
- レオナルド・ラモス 2021
- エルナン・クリスタンテ 2022
- マウロ・ヘルク 2022-

## 歴代所属選手
- ミゲル・エレーラ 1990-1991
- アドルフォ・バウティスタ 2011-2012
- ジョン・コルドバ 2013-2014
- ロナウジーニョ 2014
- ジョナサン・ボーンスタイン 2014-2018
- エドガル・ベニテス 2015-2018
- ネリ・カルドソ 2016-2017